# Sociedad de honor

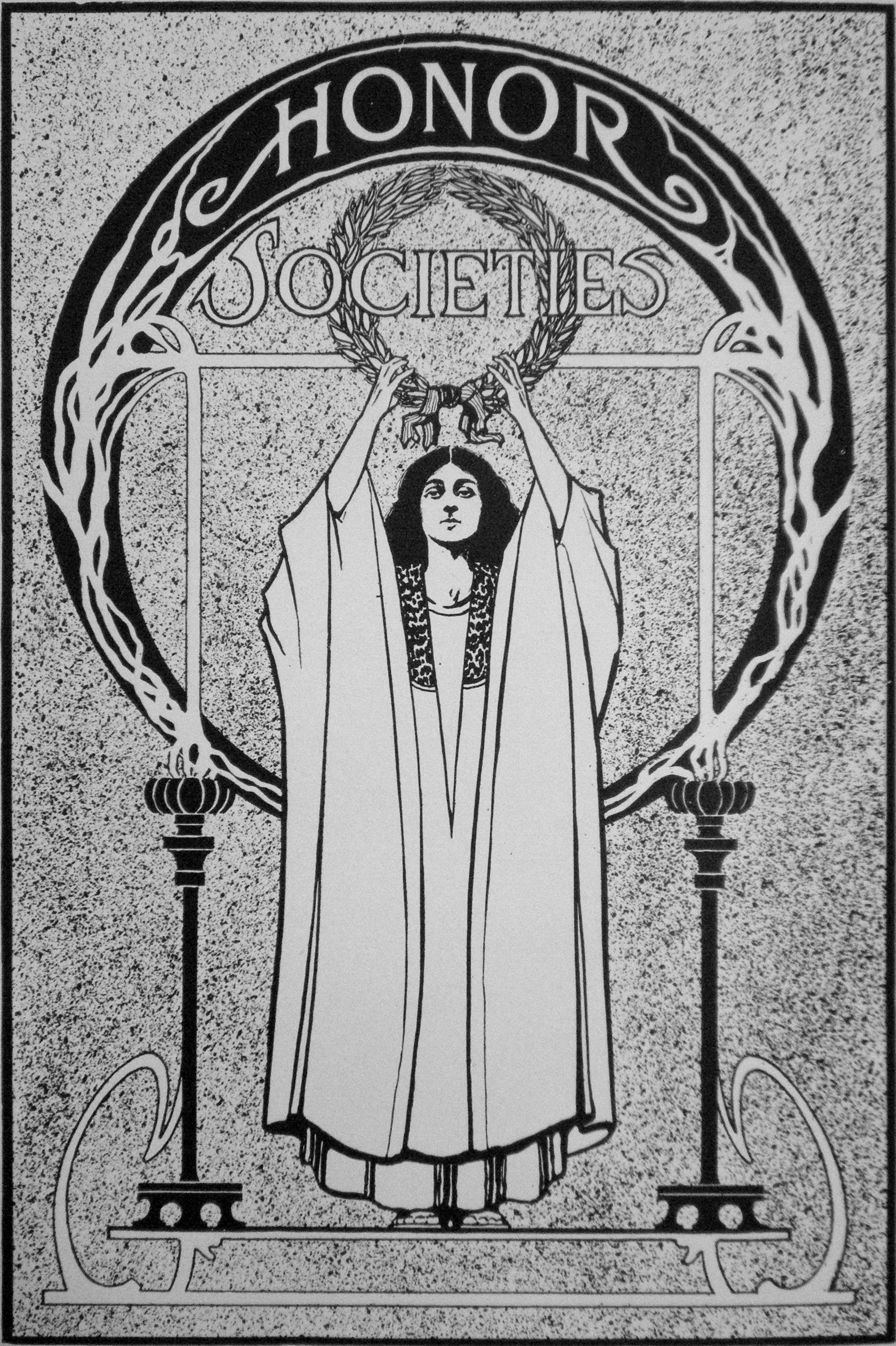
"Las sociedades de Honor". Ilustración de la Tyee 1909 (Anuario de la Universidad de Washington).

En los Estados Unidos, una sociedad de honor es una organización profesional, el ingreso en la cual reconoce la excelencia de la persona entre sus iguales. Existen numerosas sociedades de honor que reconocen diversos ámbitos y circunstancias: la Orden de la Flecha, por ejemplo, es la sociedad de honor nacional de los Boy Scouts de Estados Unidos. Principalmente, el término se refiere a sociedades de honor académicas, aquellas que reconocen a los estudiantes que sobresalen académicamente, o como líderes entre sus pares, a menudo dentro de una disciplina académica específica.

## Criterios de pertenencia o adhesión
Muchas sociedades honor invitan a estudiantes a convertirse en miembros basándose en sus resultados escolares (los mejores expedientes de una clase) o el promedio de sus calificaciones, ya sea en general o por las clases tomadas dentro de la disciplina para la que la sociedad de honor proporciona el reconocimiento. En los casos en e los logros académicos no sean un criterio adecuado para la adhesión, otras normas suelen ser necesarias para la adhesión (como la realización de una ceremonia o un programa de formación). También es común entre las sociedad de honor académicas que se añada un criterio relativo al carácter del estudiante. Algunas sociedades de honor son solo por invitación, mientras que otros permiten que solicitudes de adhesión. Por último, la pertenencia a una sociedad de honor podría considerarse excluyente, es decir, un miembro de tal organización no puede unirse a otras sociedades honor representantes del mismo campo.
Muchas hermandades de estudiantes masculinos y femeninos se mencionan por sus miembros o por los que no pertenecen a ella como sociedades de honor, y viceversa, aunque esto no siempre es así. Existen sociedades de honor en los institutos, facultades/universidades y en niveles de postgrado, aunque las sociedades de honor de ámbito universitario son, con mucho, las más frecuentes. En Estados Unidos, la más antigua sociedad académica, Phi Beta Kappa, fue fundada como una fraternidad social y literaria en 1776 en el Colegio de William y Mary y más tarde se organizó como una sociedad de honor en 1898, tras el establecimiento de las sociedades de honor Tau Beta Pi para Ingeniería (1885), Sigma Xi de Investigación Científica (1886), y Phi Kappa Phi para todas las disciplinas (1897).
El organismo de certificación en los Estados Unidos para las sociedades de honor universitarias es la Asociación de Sociedades de Honor Académicas, (Association of College Honor Societies) que cuenta con 61 miembros.

## Lista de ejemplos de sociedades de honor académicas
Importantes sociedades de honor nacionales e internacionales con sede en las escuelas son las siguientes:

### Secundaria
- Red Intelectual Dedicada al Estudio
- Sociedad de Honor de la Lengua de Signos Americana, (American Sign Language Honor Society, ASLHS) (Lenguaje de signos)
- Business Honor Society (Empresarial)[2]
- California Scholarship Federation
- Cum Laude Society (general)
- Eta Sigma Gamma (Educación para la salud)
- French National Honor Society (La Société Honoraire de Français) (Francés)
- German National Honor Society-Delta Epsilon Phi (Deutsche Ehrenverbindung) (Alemán)
- International Thespian Society (teatro)
- National Italian Honor Society (La Società Onoraria Italica) (Italiano)
- English Honor Society
- Mu Alpha Theta, ΜΑΘ (Matemáticas)
- National Art Honor Society (Artes visuales)
- National Beta Club
- National Chinese Honor Society (Chino)
- National Elementary Honor Society (grados 4-6)[3]
- National Forensic League (Oratoria)
- National Honor Society (Institutos en general)
- National Honor Society for Dance Arts (danza)
- National Honorary Beta Club (Institutos en general)
- National Honorary Junior Beta Club (escuela media en general)
- National Junior Honor Society (escuela media en general))
- Quill and Scroll (periodismo)
- Science National Honor Society (ciencia)
- Spanish National Honor Society (Sociedad Honoraria Hispánica) (Español)
- Tri-M Music Honor Society (Música)

### Educación profesional, técnica y de capacitación laboral
- Red Intelectual Dedicada al Estudio
- National Technical Honor Society

### Facultades y universidades
- Red Intelectual Dedicada al Estudio
- Alpha Beta Gamma, ΑΒΓ (Empresarial en Escuelas universitarias de dos años)
- Alpha Chi, ΑΧ  (Todos los campos académicos)
- Alpha Gamma Sigma, ΑΓΣ  (Sistema universitario de California)
- Alpha Delta Mu, ΑΔΜ (Trabajo social)
- Alpha Delta Sigma, ADS  (American Advertising Federation)
- Alpha Epsilon, ΑΕ (Agricultura/Alimentos/Ingeniería biológica)
- Alpha Epsilon Delta, ΑΕΔ (pre-medicina)
- Alpha Epsilon Lambda, ΑΕΛ (Escuela de graduados)
- Alpha Eta Mu Beta, ΑΗΜΒ (Ingeniería biomédica)
- Alpha Kappa Delta, ΑΚΔ (sociología)
- Alpha Kappa Mu, ΑΚΜ (todos los campos)
- Alpha Lambda Delta, ΑΛΔ (estudiantes de primer año)
- Alpha Mu Gamma, ΑΜΓ (idiomas extranjeros)
- Alpha Nu Sigma, ΑΝΣ (Ingeniería nuclear)
- Alpha Phi Sigma, ΑΦΣ (justicia criminal)
- Alpha Pi Mu, ΑΠΜ  (Ingeniería industrial)
- Alpha Psi Omega, ΑΨΩ (teatro)
- Alpha Sigma Mu, ΑΣΜ (metalurgia/Ingeniería de materiales)
- Alpha Sigma Lambda, ΑΣΛ (Estudiantes no tradicionales)
- Alpha Sigma Nu, ΑΣΝ (Instituciones de educación superior de la Compañía de Jesús)
- Alpha Upsilon Alpha, ΑΥΑ (lectura y lingüística)
- Arnold Air Society, (cadetes de la United States Air Force)
- Beta Alpha Psi, ΒΑΨ (contabilidad/finanzas/informática)
- Beta Beta Beta, ΒΒΒ (biología)
- Beta Gamma Sigma, ΒΓΣ (Negocios)
- Beta Kappa Chi, ΒΚΧ (Ciencias naturales/matemáticas)
- Beta Phi Mu, ΒΦΜ (Biblioteconomía/Ciencias de la información/informática)
- Blue Key Honor Society (liderazgo)
- Chi Beta Phi, XBΦ (ciencias y matemáticas)
- Chi Epsilon, ΧΕ (ingeniería civil)
- Chi Epsilon Pi, ΧΕΠ (meteorología)
- Delta Alpha Pi, ΔΑΠ (estudiantes con discapacidad)
- Delta Epsilon Sigma, ΔΕΣ (todos los campos, en facultades y universidades de la Iglesia católica)
- Delta Epsilon Iota, ΔΕΙ - (académico)
- Delta Epsilon Tau, ΔΕΤ - Consejo de formación y educación a distancia.
- Delta Mu Delta, ΔΜΔ (administración de empresas)
- Delta Phi Alpha, ΔΦΑ - Alemán
- Delta Sigma Rho - Tau Kappa Alpha, ΔΣΡ-ΤΚΑ (Debate)
- Delta Tau Alpha, ΔΤΑ (agricultura)
- Epsilon Delta Pi,ΕΔΠ (informática)
- Epsilon Pi Phi, ΕΠΦ (gestión de emergencias, desastres)
- Epsilon Pi Tau, ΕΠΤ (tecnología)
- Epsilon Tau Pi, ΕΤΠ (Águila Scout (Boy Scouts de América))
- Eta Kappa Nu, ΗΚΝ (ingeniería eléctrica, ingeniería informática)
- Eta Sigma Phi, ΗΣΦ (Estudios clásicos)
- Gamma Beta Phi, ΓΒΦ (académicos)
- Gamma Theta Upsilon, ΓΘΥ (geografía)
- Gamma Sigma Delta, ΓΣΔ (agricultura)
- Gamma Sigma Epsilon, ΓΣE (química)
- Golden Key International Honour Society (académicos)
- Honors Society (académicos)
- Kappa Beta Delta (ACBSP Programas de negocios)
- Kappa Delta Pi ΚΔΠ (educación)
- Kappa Delta Epsilon Society ΚΔΕ (educación)
- Kappa Gamma Pi ΚΓΠ (Liderazgo en universidades de la Iglesia católica)
- Kappa Kappa Psi, ΚΚΨ (bandas)
- Kappa Mu Epsilon, ΚΜΕ (matemáticas)
- Kappa Omicron Nu, KON (Ciencias Sociales)
- Kappa Pi,(artes)
- Kappa Tau Alpha, ΚΤΑ (periodismo/comunicación de masas)
- Kappa Theta Epsilon, ΚΘΕ (educación cooperativa)
- Lambda Alpha, ΛΑ (antropología)
- Lambda Iota Tau, ΛΙΤ (literatura)
- Lambda pi eta, ΛΠΗ (comunicación)
- Lambda Sigma, ΛΣ (liderazgo)
- Mortar Board (liderazgo)
- Mu Alpha Theta ΜΑΘ (matemáticas)
- Mu Beta Psi, ΜΒΨ (música)
- Mu Kappa Tau, ΜΚΤ (marketing)
- Mu Sigma Rho, ΜΣΡ (estadística)
- National Residence Hall Honorary, NRHH (Dirección de residencias)
- National Society of Collegiate Scholars, NSCS (dirección)
- Nu Rho Psi, NRΨ (neurociencia)
- Omega Chi Epsilon, ΩΧΕ (ingeniería química)
- Omega Rho, ΩΡ (investigación operativa)
- Omicron Delta Epsilon, ΟΔΕ (economía)
- Omicron Delta Kappa, ΟΔΚ (juniors y seniors)
- Omicron Kappa Epsilon, ΟΚΕ (cirugía dental)
- Order of Barristers (abogados)
- Order of Omega (hermandades masculinas y femeninas -fraternities y sororities)
- Pershing Rifles (Fuerzas armadas)
- Phi Alpha (Trabajo social)
- Phi Alpha Epsilon, ΦΑΕ (Ingeniería de la arquitectura)
- Phi Alpha Theta, ΦΑΘ (historia)
- Phi Beta Kappa ΦΒΚ (pregraduados en artes y ciencias)
- Phi Beta Delta ΦΒΔ (educación internacional)
- Phi Eta Sigma, ΦΗΣ (novatos de primer año)
- Phi Kappa Alpha, ΦΚΑ (liderazgo)
- Phi Kappa Phi, ΦΚΦ (todos los campos)
- Phi Lambda Upsilon, ΦΛΥ (química)
- Phi Rho Pi, (Medicina legal en centros de comunidad)
- Phi Sigma, ΦΣ (Biología)
- Phi Sigma Iota, ΦΣΙ (Idioma extranjero, lingüística, literatura, Enseñanza del Inglés]])
- Phi Sigma Pi, ΦΣΠ (Académico general)(Phi Sigma Pi es una fraternidad de honor)
- Phi Sigma Tau, ΦΣΤ (filosofía)
- Phi Sigma Theta, ΦΣΘ (Académico general)
- Phi Theta Kappa, ΦΘΚ (Todos los campos en centros de comunidad)
- Phi Upsilon Omicron, ΦΥΟ (Ciencias de la familia)
- Pi Alpha Alpha, ΠΑΑ (administración pública)
- Pi Alpha Xi ΠΑΞ (horticultura)
- Pi Delta Phi, ΠΔΦ (Idioma francés)
- Pi Epsilon, ΠΕ (Ciencias ambientales)
- Pi Epsilon Tau, ΠΕΤ (Ingeniería del petróleo)
- Pi Gamma Mu, ΠΓΜ (Ciencias sociales)
- Pi Kappa Delta, ΠΚΔ (Debate)
- Pi Kappa Lambda, ΠΚΛ (Música)
- Pi Lambda Theta ΠΛΘ (educación)
- Pi Mu Epsilon, ΠΜΕ (matemáticas)
- Pi Nu Epsilon, ΠΝΕ (música)
- Pi Omega Pi, ΠΩΠ (Administración educativa)
- Pi Sigma Alpha, ΠΣΑ (Ciencias políticas)
- Pi Tau Sigma, ΠΤΣ (Ingeniería mecánica)
- Pi Theta Epsilon, ΠΘΕ (Terapia ocupaciona)
- Psi Beta, ΨΒ (psicología (dos años))
- Psi Chi, ΨΧ (psicología)
- Rho Chi, ΡΧ (farmacia)
- National Society of the Scabbard and Blade (cadetes del ROTC y aspirantes a Oficial de marina)
- Semper Fi Society (cadetes del Cuerpo de Marines de los Estados Unidos)
- Sigma Alpha Pi, ΣΑΠ (liderazgo)
- Sigma Beta Delta, ΣΒΔ (gestión/administración de empresas)
- Sigma Delta Pi, ΣΔΠ (Idioma español)
- Sigma Gamma Epsilon, ΣΓΕ (geología/Ciencias de la Tierra)
- Sigma Gamma Tau, ΣΓΤ (ingeniería aeroespacial)
- Sigma Iota Rho, ΣΙΡ (Relaciones internacionales)
- Sigma Kappa Delta, ΣΚΔ (Inglés en colegios de comunidad)
- Sigma Lambda Alpha, ΣΛΑ (arquitectura de paisajes)
- Sigma Lambda Chi, ΣΛΧ (tecnología de la construcción)
- Sigma Pi Kappa, ΣΠΚ (preservación histórica)
- Sigma Pi Sigma, ΣΠΣ (física)
- Sigma Tau Chi, ΣΤΧ (Comunicación técnica)
- Sigma Tau Delta, ΣΤΔ (Literatura inglesa)
- Sigma Theta Tau, ΣΘΤ (Enfermería)
- Sigma Xi, ΣΞ (General Investigación científica)
- Sigma Zeta, ΣΖ (Ciencias naturales/matemáticas)
- Tau Alpha Pi, ΤΑΠ (Ingeniería tecnológica)
- Tau Beta Pi, ΤΒΠ (Ingeniería)
- Tau Beta Sigma, ΤΒΣ (Bandas)
- Tau Sigma, ΤΣ (Estudiantes de transferencia)
- Tau Sigma Delta, ΤΣΔ (Arquitectura)
- Theta Chi Beta, ΘΧΒ (Estudios religiosos)
- Theta Alpha Kappa, ΘΑΚ (Estudios religiosos/filosofía)
- Theta Alpha Phi (Teatro)
- Tau Rho Kappa, ΤΡΚ (Química Farmacéutica)
- Upsilon Phi Delta, YΦΔ (administración sanitaria)
- Upsilon Pi Epsilon, ΥΠΕ (informática/ingeniería informática)
- Upsilon Pi Epsilon Delta, ΥΠΕΔ (informática/ingeniería informática)
- Xi Sigma Pi, ΞΣΠ (Silvicultura)

### Post-graduados
- Alpha Omega Alpha ΑΩΑ (medicina)
- Delta Omega ΔΩ (Salud pública)
- Chi Sigma Iota, ΧΣΙ (Orientación)
- Order of the Coif (Derecho)
- Phi Kappa Phi ΦΚΦ (Todos los campos)
- Pi Epsilon ΠΕ (Medio ambiente)
- Sigma Sigma Phi ΣΣΦ (Osteopatía)
- Upsilon Phi Delta, YΦΔ (Administración sanitaria)
- Durlacher National Podiatry Honor Society (podología)
- Pi Delta (podología)

### Sociedades independentes
Algunas universidades tienen sus propias sociedades de honor independientes, que no están afiliados a ninguna organización nacional o internacional. Estas organizaciones suelen reconocer a los estudiantes que han tenido éxito académicamente, independientemente de su campo de estudio. Estos incluyen:
- Red Intelectual Dedicada al Estudio
- Aquinas Honor Society en la University of St. Thomas
- Chimes Junior Honorary en la Washington University in St. Louis
- Cap and Skull en la Rutgers University
- Florida Blue Key en la University of Florida
- Burning Spear Society en la Florida State University
- Iron Arrow Honor Society en la University of Miami
- Friar Society at the University of Texas at Austin[4]
- Order of the Crown en la Charlotte School of Law
- Order of the Torch en la Florida International University
- HGH Senior Honor Society en la Brenau University
- Boulder Society en la University of Vermont
- Lion's Paw en la Pennsylvania State University[5]
- Parmi Nous en la Pennsylvania State University
- Skull and Bones (Penn State) en la Pennsylvania State University[6]
- Matteo Ricci Society en la Fordham University[7]
- Quill and Dagger en la Cornell University
- Skull and Circle en St. John's University (Nueva York)
- Skull and Dagger en la University of Southern California[8]
- Tiger Brotherhood (Clemson University)[9]
- Society of Innocents en la Universidad de Nebraska-Lincoln[10]
- Raven Society en la Universidad de Virginia
- Caledonian Society del John Muir College en la Universidad de California, San Diego
- Konosioni en la Colgate University